# Bolesław (Dobrin)
Bolesław (poln. Bolesław; * zwischen 1303 und 1305; † um 1328) war ein polnischer Herzog aus dem Adelsgeschlecht der kujawischen Piasten.

## Leben
Bolesław war Sohn von Herzog Siemowit von Dobrin († 1312) und Anastasia von Galizien, der Tochter des ruthenischen Fürsten Leo I. von Galizien. Nach dem Tod seines Vaters führte seine Mutter mit seinem Onkel Władysław I. Ellenlang die Regentschaft für ihn und seine Brüder. 1316 schloss er mit dem Bischof von Płock Florian Laskary einen Ausgleich und dieser hob einen 1310 erlassenen Kirchenbann gegen seine Familie wieder auf. Bolesław erkannte auch die Vorherrschaft seines Onkels Władysław I. Ellenlang an. 1323 stiftete er mit seinem Bruder Władysław ein Spital in Rypin. 1327 tauschte er seine Ländereien gegen das Herzogtum Łęczyca. Kurz darauf verstarb er. Es ist nicht bekannt, ob Bolesław verheiratet war und Kinder hatte. Nach seinem Tod fielen seine Ländereien an seinen Bruder.